# Маккой, Карл
Карл Макко́й (англ. Carl McCoy; родился 18 января 1963 года) — британский музыкант и композитор, фронтмен группы Fields of the Nephilim. Считается одним из самых известных готических вокалистов.

## Биография

### Участие в музыкальных коллективах
Родился 18 января 1963 года в Ламбете, Лондон, Англия. Рос в глубоко религиозной семье (мать Маккоя была иеговисткой).
В 1984 году основал группу Fields of the Nephilim, ставшую со временем одним из наиболее известных коллективов «второй волны» готик-рока. Группа существовала вплоть до 1991 года, после чего распалась; Маккой основал собственную команду под названием The Nefilim, работавшую в жанре готик-метал и записавшую единственный альбом в 1996 году.
В 2005 году после долгого перерыва вышел новый студийный альбом Fields of the Nephilim Mourning Sun, практически полностью созданный Маккоем. В настоящее время музыкант является единственным постоянным участником коллектива.

### Актёрская карьера и бизнес
Карл Маккой исполнил роль Кочевника в постапокалиптическом фильме ужасов «Железяки» режиссёра Ричарда Стэнли.
Вместе со своей гражданской женой Линн владеет компанией Sheerfaith, оказывающей дизайнерские и оформительские услуги.

## Личная жизнь
Живёт в гражданском браке со своей давней партнёршей Линн, от которой имеет двух дочерей, Скарлетт и Иден. Обе девушки исполнили вокальные партии на альбоме Mourning Sun. Также воспитывает пасынка Джека.

## Увлечения, воззрения, идеи
Карл Маккой известен своим интересом к различным направлениям оккультизма. Он является последователем Телемы и неоднократно использовал цитаты из работ Алистера Кроули в своих песнях. Также он интересуется магией Хаоса, работами Остина Османа Спейра и Питера Кэрролла. Значительная часть творчества музыканта посвящена библейской мифологии; к традиционному христианству он относится критически. По собственному признанию Маккоя, тема «Нефилимов» имеет для него очень большое значение. Он известен также как страстный поклонник творчества американского писателя Говарда Ф. Лавкрафта.
В одном из интервью Карл Маккой следующим образом описал свои оккультные эксперименты:

Я исследую собственный разум, собственный рай и ад, достигая более высоких уровней сознания. Для этого есть способы, основанные на паре ритуалов. Всё это — увёртки от смерти, подготовка к моменту ухода. То, что вы получаете — это отблески смерти. Это совершенно особенное состояние ума…
Оригинальный текст (англ.)I’m exploring my own mind, my own heaven and hell, achieving higher levels of consciousness. There are ways of doing this, based on a couple of rituals. They’re all feints at death, getting to a point just like when you pass out. What you get are glimpses of death. It’s a completely different state of mind <…>.